# Вульф, Дик
Ри́чард Э́нтони «Дик» Вульф (англ. Richard Anthony «Dick» Wolf, род. 20 декабря 1946 года, Нью-Йорк, США) — американский продюсер и сценарист, специализирующийся на криминальных драмах вроде «Полиция Майами» и «Закон и порядок».

## Детство
Родился в Нью-Йорке в семье Джорджа и Марии (в девичестве Гафни) Вульф. Его мать была домохозяйкой, а отец — менеджером по рекламе.
В детстве был министрантом и посещал школу Святого Давида, школу Фридерика Ганна, Пенсильванский университет, а также Академию Филлипса.

## Семья
Женат на Ноэль Липпман, есть один ребёнок.

## Продюсер
- ФБР (2018—наст время)
- Полиция Чикаго (2013—наст время)
- Пожарные Чикаго (2012—наст время)
- Закон и порядок: Лос-Анджелес (2010—2011)
- Закон и порядок: Лондон (сериал) (2009) — Law & Order: UK
- Lost & Found (ТВ) (2009) — Lost & Found
- Схороните моё сердце у Вундед-Ни (ТВ) (2007) — Bury My Heart at Wounded Knee
- Убеждение (сериал) (2006) — Conviction
- Закон и порядок: Суд присяжных (сериал) (2005) — Law & Order: Trial by Jury
- Башни-близнецы (2003) — Twin Towers
- Прочная сеть (сериал) (2003—2004) — Dragnet
- Закон и порядок: Преступное намерение (сериал) (2001—2008) — Law & Order: Criminal Intent
- D.C. (сериал) (2000) — D.C.
- Закон и порядок: Специальный корпус (сериал) (1999—настоящее время) — Law & Order: Special Victims Unit
- Invisible Man, The (ТВ) (1998) — Invisible Man, The
- Изгой (ТВ) (1998) — Exiled
- Полицейские под прикрытием (сериал) (1994—1998) — New York Undercover
- Дикий пляж (сериал) (1993) — South Beach
- Закон и порядок (сериал) (1990—наст время) — Law & Order
- Х.Е.Л.П. (сериал) (1990) — H.E.L.P.
- Last Plane from Coramaya, The (видео) (1989) — Last Plane from Coramaya, The
- Christine Cromwell (сериал) (1989—1990) — Christine Cromwell
- Маскарад (1988) — Masquerade
- Ничья земля (1987) — No Man’s Land
- Полиция Майами: Отдел нравов (сериал) (1984—1989) — Miami Vice
- Skateboard (1978) — Skateboard

## Сценарист
- Закон и порядок: Лондон (сериал) (2009) — Law & Order: UK
- Закон и порядок: Париж (сериал) (2007—2008) — Paris enquêtes criminelles
- Убеждение (сериал) (2006) — Conviction
- Закон и порядок: Суд присяжных (сериал) (2005) — Law & Order: Trial by Jury
- Прочная сеть (сериал) (2003—2004) — Dragnet
- Закон и порядок: Преступное намерение (сериал) (2001—2008) — Law & Order: Criminal Intent
- Закон и порядок: Специальный корпус (сериал) (1999—настоящее время) — Law & Order: Special Victims Unit
- Изгой (ТВ) (1998) — Exiled
- Полицейские под прикрытием (сериал) (1994—1998) — New York Undercover
- Школьные узы (1992) -School Ties
- Закон и порядок (сериал) (1990—наст время)) — Law & Order
- Маскарад (1988) — Masquerade
- Ничья земля (1987) — No Man’s Land
- Полиция Майами: Отдел нравов (сериал) (1984—1989) — Miami Vice
- Gas (1981) — Gas … рассказ
- Блюз Хилл-стрит (сериал) (1981—1987) — Hill Street Blues
- Skateboard (1978) — Skateboard … рассказ